# Chavenat
Chavenat är en kommun i departementet Charente i regionen Nouvelle-Aquitaine i västra Frankrike. Kommunen ligger  i kantonen Villebois-Lavalette som ligger i arrondissementet Angoulême. År 2018 hade Chavenat 183 invånare.

## Befolkningsutveckling
Antalet invånare i kommunen Chavenat
Referens:INSEE